# JK Wedding Entrance Dance
JK Wedding Entrance Dance é um vídeo viral do Youtube que atingiu mais de 100 milhões de visualizações e foi o terceiro webvídeo mais assistido em 2009, sendo que só nas 48 horas após o upload, o vídeo já possuía mais de 3 milhões. O vídeo trata-se da entrada de casamento de Jill Peterson e Kevin Heinz,que foi um pouco mais festiva do que a tradicional, com a música "Forever" do cantor Chris Brown.

## O Casamento
Ocorreu em 20 de junho de 2009, na Igreja Luterana Cristã, em Saint Paul, Minnesota. O vídeo foi postado um mês depois, pela insistência do pai da noiva. Ela disse em uma entrevista para a Good Morning America que sempre imaginou que seu casamento fosse desse mesmo jeito, pois sempre gostara de músicas agitadas e dançantes.

### Vendas
A música Forever de Chris Brown atingiu o 4º lugar no iTunes e 3º no Amazon.com, como resultado do vídeo. O casal promoveu no seu website oficial uma campanha para ajudar o Instituto Sheila Wellstone, que prega o fim das brigas domésticas. Com a popularidade do casal, o instituto arrecadou um total de $26,802 por contribuições de mais de mil doadores em 1 de dezembro de 2009. Para aumentar ainda mais a fama do vídeo, Kevin e Jill fizeram uma brincadeira mostrando como seria o divórcio deles.Esse vídeo conta com a mesma música, apenas com a coreografia um pouco diferenciada.